# Jerónimo de la Canal
Jerónimo de la Canal (Guadalajara, 1611 — 12 de enero de 1662) fue un explorador y misionero jesuita criollo perteneciente a la Compañía de Jesús de la Provincia de Nueva España.

## Inicios como misionero
Inició sus estudios religiosos en el año de 1629, y en 1644 fue enviado a la región del Estado de Occidente, primeramente a la provincia de Sinaloa y después a la de Sonora. En 1639 comenzó a asistir el partido de Huépac, con lo que después asistía a los pueblos de Banámichi, Sinoquipe y posiblemente también Turicachi, En 1646 fundó la misión de Nuestra Señora de la Asunción de Arizpe.

## Conflicto con indígenas
En el año de 1649, se suscitó una sublevación en contra de los  misioneros de la zona por parte de las etnias pimas altos y ópatas en Cuchibacoachi, por lo cual su compañero el padre Ignacio Molarja tuvo pedir una solicitud para actuar al capitán Simón Lazo de la Vega y acompañado del visitador Pedro Pantoja tomaron las medidas de represión necesarias en contra de los indígenas, lográndolos dominar de manera efectiva. Años más tarde en 1653 De la Canal llegó a Cucubarunich a visitar a Molarja, dándose por enterado de que un indígena pima mandó a ambos padres a asesinar, pero sin ningún resultado ya que había personas de la misma etnia del lado de los jesuitas en defensa. Datando de esto último en un escrito enviado 31 de enero del mismo año al padre provisional Francisco Calderón que decía: 

"Los dejé a los del pueblo de Cucubarunich y volví de allí a algunos meses con el P. Ignacio Molar Ja. Y  este mismo indio, nos mandó matar a entrambos, aunque no se atrevieron, viendo en nuestra compañía a muchos de sus parientes"
Jerónimo de la Canal